# 抗酸染色

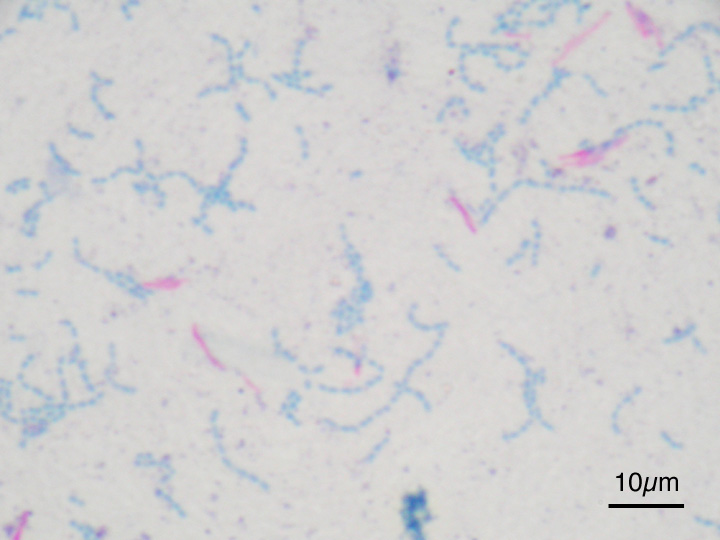
抗酸染色（チール・ネールゼン法）
抗酸菌はピンクに、それ以外の細菌は青く染め分けられる。

抗酸染色（こうさんせんしょく、acid-fast staining）とはマイコバクテリウム属菌やノカルディア属の一部の菌などの染色に用いられる染色法である。この方法によって染色される細菌のことを、抗酸菌(acid-fast bacteria)と総称する。抗酸性染色（こうさんせいせんしょく）、抗酸菌染色（こうさんきんせんしょく）とも呼ばれる。
マイコバクテリウム属やノカルジアの一部の菌は、グラム染色などの通常の染色では多量の脂肪酸の存在のために難染性を示すが、強力に染色された後は、酸やアルコール処理による脱色が起こりにくくなる（酸による脱色への抵抗性、acid-fastness）。この性質を利用した染色法であり、石炭酸フクシンにより染色後、塩酸アルコールによって他の色素を脱色して処理するチール・ネールゼン法（Ziehl-Neelsen stain）が代表的であり、陽性では赤色、陰性では青色に染まる。
なお、塩酸アルコールによる脱色後、背景色の比較しやすさの向上のためにメチレンブルーで背景の他細胞などを青く染色することもある。
石炭酸フクシンの色素が保持される正確な機構は不明である。
抗酸染色の実用面の意義として特に、病原性の抗酸菌である結核菌やらい菌を観察する方法の一つとして重要である。結核患者の喀痰を抗酸染色して、その中に含まれている結核菌の数を計測して求めるガフキー号数は、結核の病状の度合いや患者からの伝染性を知るための指標の一つとして用いられる。